# Bartosz Białek
Bartosz Białek (Brzeg, 11 novembre 2001) è un calciatore polacco, attaccante del Darmstadt.

## Caratteristiche tecniche
Centravanti molto abile nel gioco aereo e nelle sponde, è dotato di una buona tecnica che gli permette di svariare su tutto il fronte offensivo

## Carriera
Cresciuto nel settore giovanile dello Zagłębie Lubin, nel 2018 viene integrato nella seconda squadra militante in III liga, la quarta divisione del calcio polacco. L'anno seguente viene promosso in prima squadra, con cui debutta il 10 novembre in occasione dell'incontro di Ekstraklasa pareggiato 2-2 contro il Raków Częstochowa, dove realizza la rete del momentaneo 2-1. Divenuto in poco tempo titolare, conclude la sua prima stagione fra i professionisti con 9 reti in 20 incontri risultando il terzo miglior marcatore stagionale del club.
Il 19 agosto 2020 viene acquistato a titolo definitivo dal Wolfsburg, con cui firma un contratto di quattro anni. Debutta con il club tedesco il 12 settembre in occasione dell'incontro di DFB-Pokal vinto 4-1 contro l'Union Fürstenwalde mentre l'esordio in Bundesliga arriva alcune settimane più tardi contro l'Hertha Berlino (1-1). Il 27 novembre segna la prima rete con il suo nuovo club, fissando il punteggio sul definitivo 5-3 nei minuti di recupero contro il Werder Brema.

## Statistiche
Statistiche aggiornate all'11 dicembre 2020.

### Presenze e reti nei club
| Stagione        | Squadra           | Campionato      | Campionato | Campionato | Coppe nazionali | Coppe nazionali | Coppe nazionali | Coppe continentali | Coppe continentali | Coppe continentali | Altre coppe | Altre coppe | Altre coppe | Totale | Totale | Totale |
| Stagione        | Squadra           | Comp            | Pres       | Reti       | Comp            | Pres            | Reti            | Comp               | Pres               | Reti               | Comp        | Pres        | Reti        | Pres   | Reti   |        |
| --------------- | ----------------- | --------------- | ---------- | ---------- | --------------- | --------------- | --------------- | ------------------ | ------------------ | ------------------ | ----------- | ----------- | ----------- | ------ | ------ | ------ |
| 2018-2019       | Zagłębie Lubin II | IIIL            | 5          | 2          | CP              | 0               | 0               |                    | -                  | -                  |             | -           | -           | 5      | 2      |        |
| 2019-2020       | Zagłębie Lubin II | IIIL            | 12         | 4          | CP              | 1               | 1               |                    | -                  | -                  |             | -           | -           | 13     | 5      |        |
| 2019-2020       | Zagłębie Lubin    | EK              | 19         | 9          | CP              | 1               | 0               |                    | -                  | -                  |             | -           | -           | 20     | 9      |        |
| 2020-2021       | Wolfsburg         | BL              | 4          | 1          | CG              | 1               | 0               | UEL                | 1                  | 0                  |             | -           | -           | 6      | 1      |        |
| Totale carriera | Totale carriera   | Totale carriera | 40         | 16         |                 | 3               | 1               |                    | 1                  | 0                  |             | -           | -           | 44     | 17     |        |

### Cronologia presenze e reti in nazionale

#### Under-21
| Cronologia completa delle presenze e delle reti in nazionale ― Polonia under 21 | Cronologia completa delle presenze e delle reti in nazionale ― Polonia under 21 | Cronologia completa delle presenze e delle reti in nazionale ― Polonia under 21 | Cronologia completa delle presenze e delle reti in nazionale ― Polonia under 21 | Cronologia completa delle presenze e delle reti in nazionale ― Polonia under 21 | Cronologia completa delle presenze e delle reti in nazionale ― Polonia under 21 | Cronologia completa delle presenze e delle reti in nazionale ― Polonia under 21 | Cronologia completa delle presenze e delle reti in nazionale ― Polonia under 21 |
| Data                                                                            | Città                                                                           | In casa                                                                         | Risultato                                                                       | Ospiti                                                                          | Competizione                                                                    | Reti                                                                            | Note                                                                            |
| ------------------------------------------------------------------------------- | ------------------------------------------------------------------------------- | ------------------------------------------------------------------------------- | ------------------------------------------------------------------------------- | ------------------------------------------------------------------------------- | ------------------------------------------------------------------------------- | ------------------------------------------------------------------------------- | ------------------------------------------------------------------------------- |
| 4-9-2020                                                                        | Pärnu                                                                           | Estonia under 21                                                                | 0 – 6                                                                           | Polonia under 21                                                                | Qual. Europeo Under-21 2021                                                     | -                                                                               | 67’                                                                             |
| 9-10-2020                                                                       | Gornji Milanovac                                                                | Serbia under 21                                                                 | 1 – 0                                                                           | Polonia under 21                                                                | Qual. Europeo Under-21 2021                                                     | -                                                                               | 60’                                                                             |
| 13-10-2020                                                                      | Gdynia                                                                          | Polonia under 21                                                                | 1 – 1                                                                           | Bulgaria under 21                                                               | Qual. Europeo Under-21 2021                                                     | -                                                                               | 83’                                                                             |
| 17-11-2020                                                                      | Łódź                                                                            | Polonia under 21                                                                | 3 – 1                                                                           | Lettonia under 21                                                               | Qual. Europeo Under-21 2021                                                     | 1                                                                               | 71’                                                                             |
| Totale                                                                          |                                                                                 | Presenze                                                                        | 4                                                                               |                                                                                 | Reti                                                                            | 1                                                                               |                                                                                 |